# Fédération Tchadienne de Basketball
La Fédération Tchadienne de Basketball è l'ente che controlla e organizza la pallacanestro in Ciad.
La federazione controlla inoltre la nazionale di pallacanestro del Ciad e ha sede a Cesrap.
È affiliata alla FIBA dal 1963 e organizza il campionato di pallacanestro del Ciad.